# یوهنسباخ
یوهنسباخ (به آلمانی: Johnsbach) یک منطقهٔ مسکونی در اتریش است که در ناحیه لیتسن واقع شده‌است. یوهنسباخ ۹۷٫۷۱ کیلومتر مربع مساحت دارد ۸۵۳ متر بالاتر از سطح دریا واقع شده‌است.